# Adriano Grimaldi
Adriano Grimaldi (Gottinga, 5 aprile 1991) è un calciatore tedesco di origini italiane, attaccante del Paderborn.

## Carriera

### Club
Nella stagione 2009-2010 ha giocato 6 partite in Bundesliga con la maglia del Magonza.

### Nazionale
Nel 2010 ha giocato 2 partite con la nazionale tedesca Under-19.

## Palmarès

### Club

#### Competizioni nazionali
- 3. Liga: 1

Sandhausen: 2011-2012